# Teuthraustes newaribe
Espèce
Teuthraustes newaribe est une espèce de scorpions de la famille des Chactidae.

## Distribution
Cette espèce est endémique de l'État d'Amazonas au Brésil. Elle se rencontre vers Barcelos.

## Description
Le mâle holotype mesure 25,7 mm et la femelle paratype 28,5 mm.

## Publication originale
- Lourenço, Ponce de Leão Giupponi & Pedroso, 2011 : New species of Chactidae (Scorpiones) from the upper Rio Negro in Brazilian Amazonia. Boletin de la Sociedad Entomológica Aragonesa, vol. 49, p. 65-73 (texte intégral).